# Daniel Léopoldès
Daniel Léopoldès, né le 26 octobre 1960 à Molsheim, est un footballeur professionnel français.
Formé au RC Strasbourg, ce joueur solide évoluant en tant qu'arrière gauche a disputé l'essentiel de sa carrière en deuxième division du championnat de France, dont il dispute plus de 270 rencontres.

## Clubs successifs

### Joueur
- Formation : RC Strasbourg
- 1978-1982 : SR Saint-Dié (D2)
- 1982-1987 : US Orléans (D2)
- 1987-1988 : SM Caen (D2, 18 matchs)
- 1988-1989 : SM Caen (D1, 22 matchs)
- 1989-1991 : Red Star (D2)
- 1993-1996 : SR Saint-Dié

### Entraîneur
- 1999-2001 : FC Mulhouse (avec Bruno Scipion)
- 2008-2010 : FC Brunstatt